# Bahco
Bahco (Бако) — международный бренд ручного инструмента, принадлежащий компании SNA Europe. История Bahco начинается в конце XIX века во время промышленной революции в Швеции. В 1888 году один из основателей Bahco Юхан Петтер Юханссон изобрел и запатентовал конструкцию первого в мире трубного ключа («газового»), а в настоящий момент ассортимент включает более 7000 наименований профессиональных инструментов.

## История

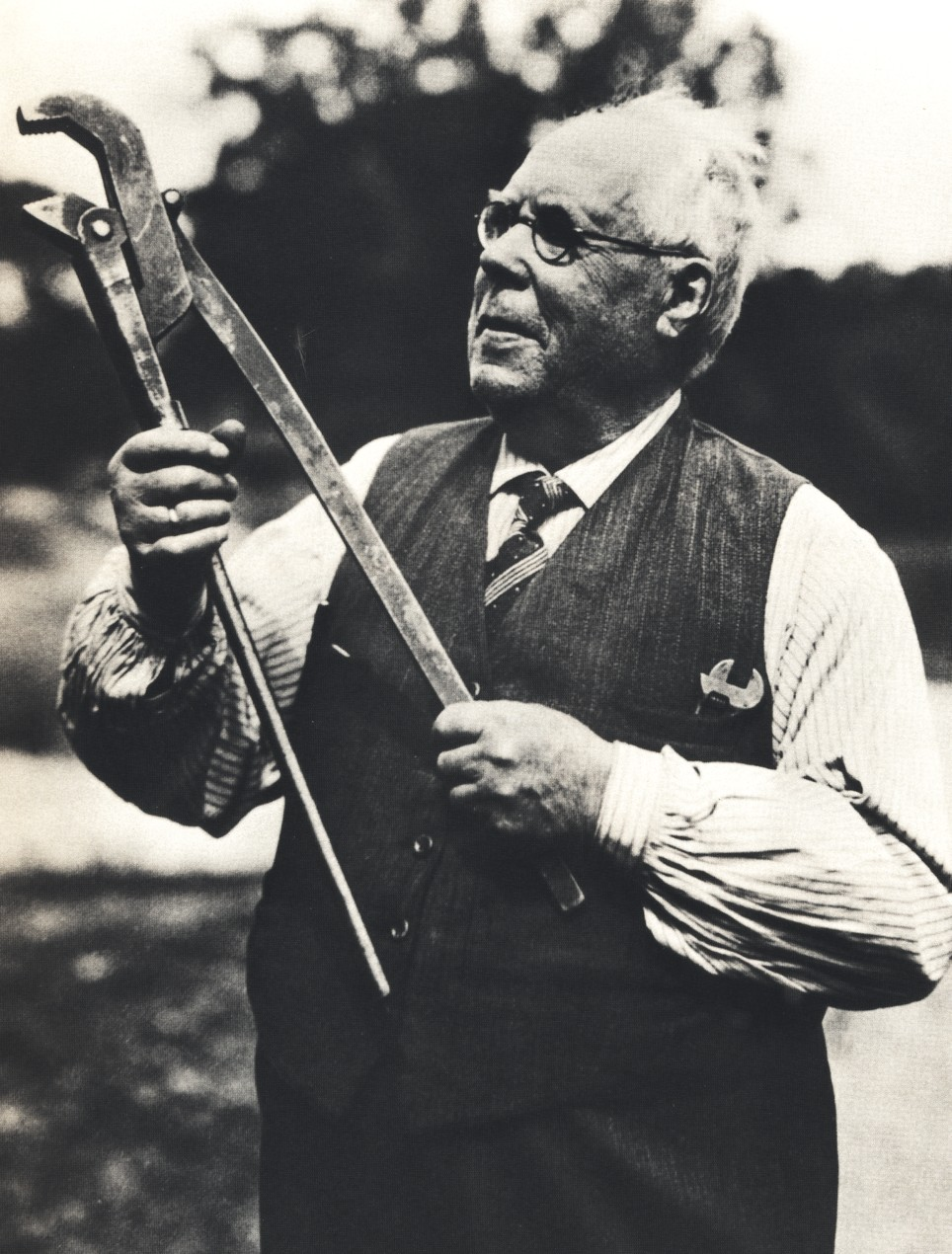
Юхан Петтер Юханссон.

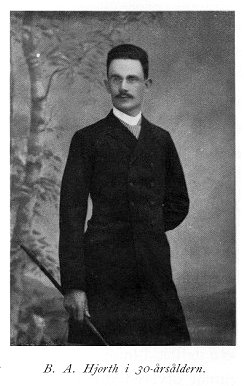
Берндт Август Хьёрт

### Зарождение марки (1880—1950)
История марки начинается в 1886 году, когда шведский изобретатель Юхан Петтер Юханссон (1853—1943) основывает компанию Enköpings Mekaniska Verkstad в городе Энчёпинг. В 1892 году он модифицировал разводной ключ, добавив в конструкцию червяк, после чего такой ключ долгое время назывался «шведским». Юханссон был выдающимся изобретателем, в общей сложности на его счету более 100 патентов.
В 1890 году права на продажу и маркетинг продукции компании Enköpings Mekaniska Verkstad выкупает шведский бизнесмен Берндт Август Хьёрт (1862—1937), основатель BA Hjort & Co.
В 1916 году Юханссон продает свою долю в Enköpings Mekaniska Verkstad Берндту Августу Хьёрту и компании сливаются новую корпорацию BA Hjort & Co. AB Позже, в 1954 году компания меняет своё название на AB Bahco (аббревиатура от первоначального BA Hjort & Co).
В последующие годы компания переносит много изменений, бурный рост, усиливает своё присутствие в других странах и выходит на Шведскую фондовую биржу.

### Эпоха перемен (1960—1980)
В 1960—1970 гг. AB Bahco состояло из 4 основных подразделений: Bahco Ventilation, Mecamen, Bahco Tools and Bahco Sudamericana.
- Bahco Ventilation занималось производством компонентов и агрегатов для очистки воздуха, энергетики и вторичной переработки.
- Mecamen производило пневматические и гидравлические оборудование.
- Bahco Tools производило ручной, пневматический и гидравлический инструмент[5]
- Bahco Sudamericana было крупнейшим зарубежным подразделением производившим ручной инструмент, с расположением в Санта-Фе, Аргентина.[6]

В 1991 году Bahco Tools было выкуплено промышленным гигантом Sandvik и позже переименовано в Sandvik Bahco. Bahco Tools расположенное в г. Энчёпинг выделили в отдельный производственный центр внутри дивизиона Sandvik Saws & Tools. В это время были сделаны основные инвестиции в производство, с целью улучшения производительности и улучшения качества. В завершении преобразования была представлена новая логистическая концепция для улучшения сроков поставок и наличия продукции на складе.

### Настоящее (1990 — наст. время)
В середине девяностых на европейский рынок приходит один из крупнейших мировых производителей американская компания Snap-On Incorporated, покупая испанского производителя ручных инструментов Herramientas Eurotools S.A., а в 1999 году Snap-On продолжает экспансию в Европе и покупает дивизион Saws & Tools у Сандвика и переименовывает его в Bahco Group AB.
В 2005 году Bahco Group AB объединяется с Herramientas Eurotools S.A. в новую компанию SNA Europe с штаб-квартирой в Париже и Bahco становится основным брендом новой компании.

## Производство и продажи
Продукты под брендом Bahco представлены по всему миру и пользуются заслуженной популярностью у профессиональных потребителей. 12 производственных подразделений по всему миру: Швеция, Испания, Португалия, Великобритания, Беларусь, Франция и Аргентина.

## Продукция

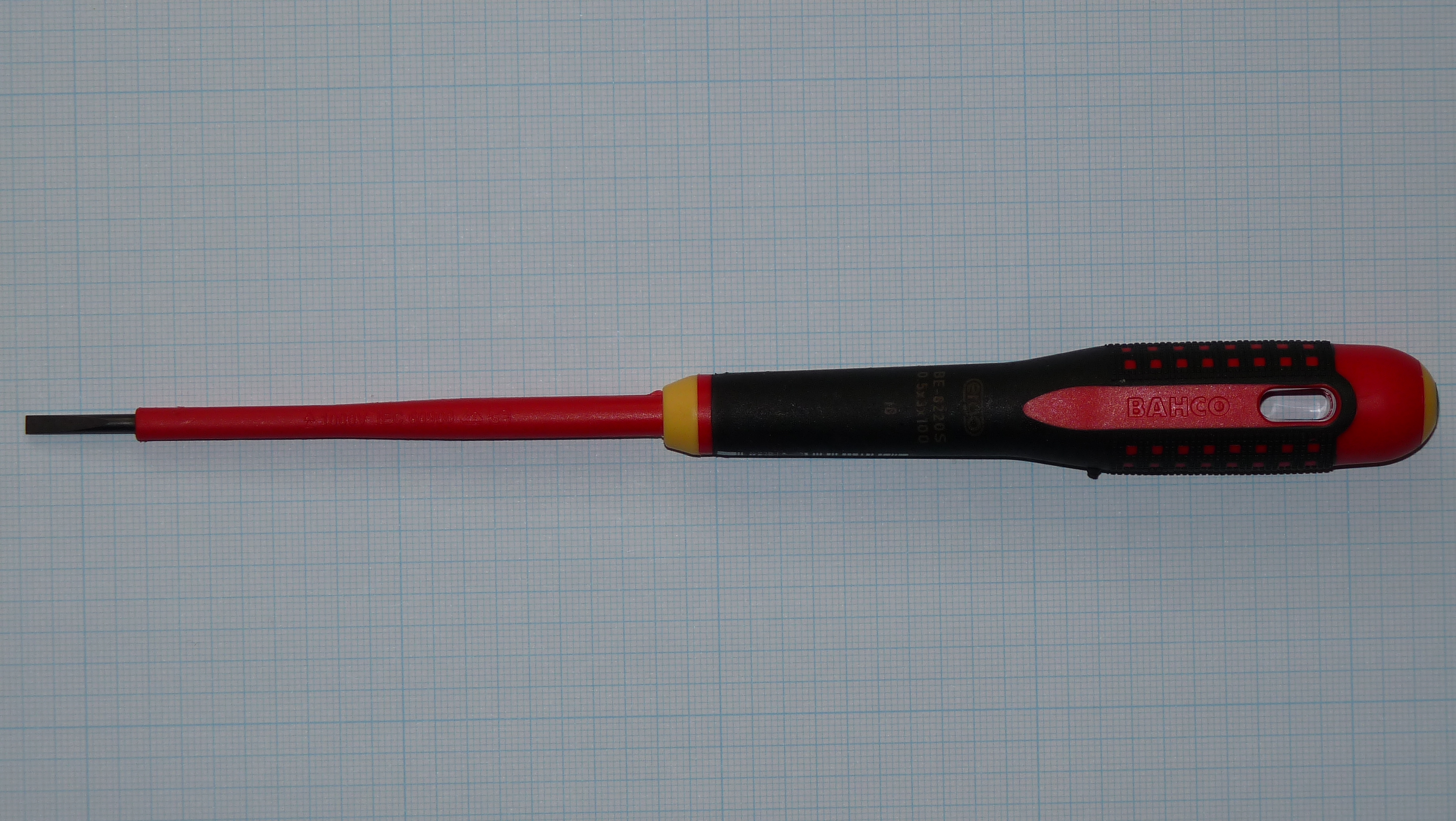
Диэлектрическая отвёртка Bahco

Полный ассортимент продукции Bahco включает в себя более 40 тыс. наименований профессионального инструмента: гаечные ключи и торцевые головки, динамометрический инструмент, отвёртки, ленточные и кольцевые пилы, напильники и бор-фрезы, шарнирно-губцевый инструмент, специализированный инструмент для автомобильной и авиационной промышленности, инструмент для точной механики и электроники, инструмент для обслуживания холодильного оборудования, съёмники и экстракторы, системы хранения инструмента, деревообрабатывающий инструмент, профессиональный садовый инструмент.